# La Trinidad de Temascatío
La Trinidad de Temascatío es una localidad del estado mexicano de Guanajuato. Es parte del municipio de Irapuato.

## Toponimia
El nombre «Temascatio» proviene de los términos en purépecha: temascalli, temazcal; tío, lugar. Su significado es «lugar de temazcales».

## Demografía
| Gráfica de evolución demográfica |
|                                  |

| Censo | Población |
| ----- | --------- |
| 1950  | 233       |
| 1960  | 262       |
| 1970  | 421       |
| 1980  | 445       |
| 1990  | 788       |
| 2000  | 947       |
| 2010  | 1 254     |
| 2020  | 1 364     |